# Füchse Berlin
Maillots
Actualités
Dernière mise à jour : 30 mai 2023.
La section handball du Reinickendorfer Füchse, couramment appelée Füchse Berlin (Les Renards de Berlin), est un club allemand de handball fondé en 1891 dans la ville de Berlin. Le club évolue en Bundesliga depuis 2007. Le club possède également une équipe féminine qui évolue en 2.Bundesliga.
Vainqueur de la Coupe d'Allemagne en 2014, le club remporte l'année suivante la Coupe de l'EHF puis la Coupe du monde des clubs à deux reprises en 2015 et 2016. Par la suite, le club continue de performer en Coupe de l'EHF devenue Ligue européenne (C3) avec deux autres titres en 2018, 2023 et trois finales en 2017, 2019 et 2021.

## Histoire
Le club fait partie du club omnisports du Reinickendorfer Füchse qui est fondé le 28 janvier 1891, la section handball ayant vu le jour peu de temps après.

### Première montée en puissance
Lors de la saison 1981/1982, le Füchse Berlin dispute sa première saison parmi l'élite, saison qui finit par une très belle troisième place synonyme de qualification pour la Coupe de l'IHF la saison suivante. Cette saison 1982/1983 est quant à elle moins satisfaisante que la précédente, puisque le club berlinois ne finit que sixième du championnat et n'est donc pas qualifié pour à nouveau participer à une coupe d'Europe la saison suivante. En Coupe d'Allemagne, le club est éliminé en quarts de finale par le futur vainqueur de la compétition et également le futur champion d'Allemagne, le VfL Gummersbach. En revanche, le club réalise un assez beau parcours en Coupe de l'IHF. Il élimine d'abord l'un des plus importants club d'Handball en Espagne, le BM Granollers, en s'imposant 23 à 20 en Espagne puis 29 à 18 à Berlin. En quarts de finale, c'est au tour du club est-allemand du SC Empor Rostock de se faire éliminer par le Füchse Berlin : victorieux 18 à 16 à Rostock, Berlin s'incline 12 à 14 à domicile mais se qualifie selon la règle du nombre de buts marqués à l'extérieur. La première campagne européenne du club se termine en demi-finale, le club s'inclinant à deux reprises (15 à 19 à domicile et 15 à 17 à l'extérieur) face aux soviétiques du ZTR Zaporojié, futurs vainqueurs de la compétition.
Si la saison 1983/1984 se finit également sur une sixième place en championnat, le Füchse Berlin fait une remarquable campagne en Coupe d'Allemagne, allant jusqu'en finale où il est battu par le TV Großwallstadt. Toutefois, ce dernier étant également champion d'Allemagne, le Füchse Berlin est ainsi qualifié pour la Coupe des coupes la saison suivante.
La saison 1984/1985 se finit sur une décevante neuvième place tandis qu'en Coupe des coupes, le club est éliminé par le club suisse du TSV St. Otmar Saint-Gall dès les huitièmes de finale, la victoire à domicile 20-16 n'ayant pas suffi après la défaite 12-23 en Suisse.
La saison 1985/1986 est synonyme de relégation en Bundesliga car le Füchse Berlin termine quatorzième avec seulement deux victoires et deux matchs nuls. La saison suivante, la descente aux enfers continue puisque le club finit treizième de la 2.Bundesliga durant la saison 1986/1987 et dut alors redescendre encore d'un niveau.

### Les retrouvailles avec le haut niveau

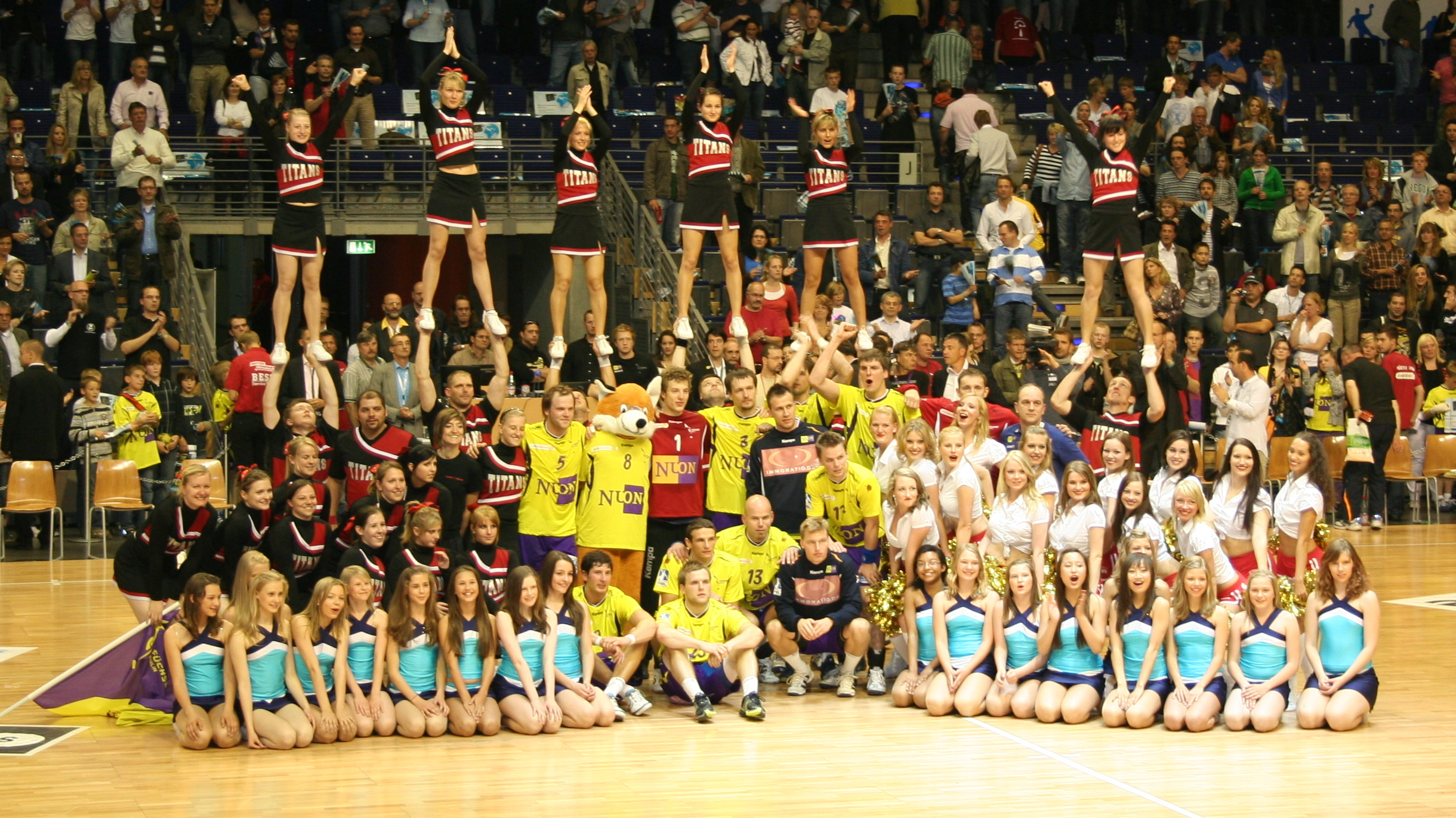
L'équipe pro en 2009

Après être resté de nombreuses saisons dans les ligues inférieures, le club retrouve tout d'abord la 2.Bundesliga en 2002. Toutefois, les saisons qui suivent sont assez compliquées car le club flirte avec la relégation : quinzième sur dix-huit (soit premier non relégable) en 2003, quatorzième sur dix-huit en 2004 et douzième sur dix-huit en 2005.
Cette même année 2005 est marquée par l'arrivée de l'ancien entraîneur de l'équipe d'Égypte masculine de handball, Jörn-Uwe Lommel, qui conduit le club à la treizième place sur vingt en 2006. Lors de la saison suivante, le Füchse Berlin réalise une incroyable saison puisqu'il termine premier de la poule Nord du 2.Bundesliga, synonyme de retrouvaille avec le haut niveau pour le club.
La saison 2007/2008 se conclut par une honnête douzième place sur dix-huit alors qu'en Coupe d'Allemagne, le club est éliminé au troisième tour par le HSG Düsseldorf. La saison 2008/2009 se conclut par une dixième place sur dix-huit, soit deux places de mieux que la saison précédente tandis qu'en Coupe d'Allemagne, le club est une nouvelle fois éliminé au troisième tour, cette fois par le SG Flensburg-Handewitt.
En 2009, l'entraîneur islandais Dagur Sigurðsson prend les commandes de club qu'il conduit à la neuvième place sur dix-huit, une place de plus que la saison précédente. En Coupe d'Allemagne, le club est éliminé au deuxième tour sur le score de 26 à 34 face aux futurs champions, le THW Kiel.
À l'aube de la saison 2010/2011, le club se renforce en recrutant notamment l'arrière droit islandais Alexander Petersson, venu du SG Flensburg-Handewitt, ou encore le demi-centre croate Denis Špoljarić, venu du RK Zagreb. Cette saison se termine par une nette progression, le club passant de la neuvième à une troisième place en championnat synonyme de qualification pour la Ligue des champions. En Coupe d'Allemagne, le club atteint cette fois les quarts de finale où il est de nouveau défait par le THW Kiel 25 à 31.
À l'intersaison 2011, le club berlinois recrute notamment le demi-centre espagnol Iker Romero, venu du FC Barcelone, et l'arrière gauche suédois Jonathan Stenbäcken, venu de l'IK Sävehof. Lors de la saison, le Füchse Berlin finit sur une troisième place tout comme durant la saison précédente alors qu'en Coupe d'Allemagne, il est éliminé en huitièmes de finale par le THW Kiel pour la troisième fois d'affilée, 28 à 39. En Ligue des champions, compétition que le Füchse Berlin dispute pour la première fois, le club passe les phases de poule en terminant troisième du groupe B derrière les Espagnols du BM Atlético de Madrid et les Hongrois du Veszprém KSE, mais devant les Polonais du KS Kielce. En huitièmes de finale, le Füchse Berlin élimine ses compatriotes du HSV Hambourg sur le score de 32 à 30 à domicile et de 24 à 23 à l'extérieur. En quarts de finale, alors que les Espagnols du Reale Ademar León semblent à priori à leur portée, le club est défait très lourdement lors du match aller, 23 à 34. Malgré tout, ils parviennent au match retour à remonter ce handicap de onze buts en s'imposant sur le même écart, 29 à 18, obtenant ainsi sa qualification pour le Final Four à la Lanxess Arena de Cologne grâce à la règle du nombre de buts inscrits à l'extérieur. En demi-finale, face au grand THW Kiel, Berlin réalise une bonne prestation et ne s'incline que d'un petit but, 24 à 25. Finalement, le Füchse Berlin termine quatrième de la Coupe d'Europe la plus relevée pour les clubs, puisqu'il s'incline 21 à 26 face aux Danois de l'AG Copenhague qui faisaient eux aussi leur première expérience en Ligue des champions.
Avec l'arrivée de l'international russe Konstantine Igropoulo venu du FC Barcelone et de l'international norvégien Børge Lund venu de Rhein-Neckar Löwen, le club commence cette nouvelle saison 2012/2013 avec de nouvelles ambitions. Cependant, celle-ci se termine par une petite régression puisque le club ne termine qu'à la quatrième place et n'est donc qualifié que pour la Coupe de l'EHF la saison suivante.
En Coupe d'Allemagne, le club berlinois fut éliminé au troisième tour par le club du TuS Nettelstedt-Lübbecke 32 à 28. En Ligue des champions, le Füchse Berlin passe à nouveau les phases de poules en terminant deuxième du groupe D derrière les Espagnols du FC Barcelone et devant les Biélorusses du HC Dinamo Minsk et les Hongrois du SC Pick Szeged. En huitièmes de finale, face au BM Atlético de Madrid, finaliste de 6 des 8 dernières éditions, le club réalise un très bon match nul à Madrid 29 à 29 au match aller, mais s'incline in extremis à Berlin 26 à 27 grâce à un but de Lazarov à 25 secondes de la fin puis une parade décisive d'Hombrados à cinq secondes de la fin.
Au terme de la saison 2013/2014, le Füchse Berlin finit cinquième du Championnat d'Allemagne et est donc qualifié pour la Coupe de l'EHF. Mais le club était déjà qualifié pour cette coupe européenne car il a réussi à remporter son premier titre en gagnant la Coupe d'Allemagne au détriment du SG Flensburg-Handewitt, battu 21 à 22 lors d'un match à haute tension. En Coupe de l'EHF, le Füchse Berlin a l'avantage d'organiser le Final Four qui a lieu à domicile à la Max Schmeling-Halle, si bien que l'objectif du club est de remporter cette coupe d'Europe. Opposé au club biélorusse du HC Meshkov Brest lors du troisième tour de qualification, il sort vainqueur de la double confrontation avec un total de 41 à 43 et se qualifie donc pour la phase de groupe. Placé dans le groupe D avec les Roumains du HCM Constanța, les Français du Chambéry Savoie Handball et les Slovaques du HC Sporta Hlohovec, le club finit victorieux de ce groupe et se qualifie donc pour le Final Four qui a lieu à domicile. Toutefois, en demi-finale, le club se fait surprendre par le club hongrois du SC Pick Szeged (22-24) et laisse son bourreau jouer la finale qu'il remporte face au Montpellier AHB. Si les Berlinois remportent le match pour la troisième place face au HCM Constanța (29-28), cela ne rattrape pas la déception pour le club, le public et même tout le handball allemand après dix victoires consécutives d'un club allemand en Coupe de l'EHF.
La saison suivante, le club berlinois joue à nouveau la Coupe de l'EHF. Après avoir éliminé les Français du HBC Nantes au troisième tour de qualification, le club termine premier du groupe 3 devant les Danois du Skjern Håndbold, les Portugais du FC Porto et les Serbes du RK Vojvodina Novi Sad et obtient ainsi directement sa qualification pour le Final Four, à nouveau organisé à domicile. Les Berlinois ne laissent pas cette fois passer leur chance : vainqueur en demi-finale du Skjern Håndbold (27-23), les Renards sont opposés en finale au vainqueur de la Ligue des champions de l'édition 2013, leurs compatriotes du HSV Hambourg. Face à une équipe qui a rencontré d'importants problèmes financiers, le Füchse remporte son premier sacre européen grâce à sa victoire 30 à 27. En Championnat, les Renards réalisent leur pire saison depuis la saison 2009/2010, puisqu'ils terminent septième et ne sont en priori pas qualifié en Coupe d'Europe mais le fait qu'ils aient gagné la précédente édition de la Coupe de l'EHF, les fait directement se qualifier pour le troisième tour de la Coupe de l'EHF masculine 2015-2016.

### Section féminine
La section féminine se fait aussi appeler les SpreefüXXe.
À partir de la saison 2012-2013 l'équipe féminine joue en 2. Bundesliga, en mai 2014 elle réussit à se qualifier pour la 1. Bundesliga à trois journées de la fin du championnat.
Le 31 mars 2016, le club annonce qu'il ne demandera pas de licence pour la saison 2016-2017, le club sera rétrogradé en 3e division. En fin de saison, l'équipe féminine remonte en 2. Bundesliga sans avoir perdu un seul match.

## Palmarès
Le palmarès de la section handball du Füchse Berlin est le suivant :
| Compétitions internationales | Compétitions nationales |
| - Ligue des champions (C1) : - Finaliste en 2025 - Quatrième en 2012 - Ligue européenne (C3) - Vainqueur (3) : 2015, 2018, 2023 - Finaliste (3) : 2017, 2019, 2021, 2024 - Coupe du monde des clubs - Vainqueur (2) : 2015, 2016 - Finaliste (2) : 2017, 2018, 2023 (en) | - Championnat d'Allemagne : - Vainqueur (1) : 2025 - Deuxième en 2024 - Coupe d'Allemagne - Vainqueur (1) : 2014 - Finaliste (1) : 1984 - Championnat d'Allemagne de D2 - Vainqueur (1) : 2007 |

### Parcours détaillé
| Saison                           | Championnat   | Place     | V  | N | D  | Buts      | Points | Meilleur buteur              | Coupe d'Allemagne  | Coupes d'Europe*   | Coupe du monde     |
| -------------------------------- | ------------- | --------- | -- | - | -- | --------- | ------ | ---------------------------- | ------------------ | ------------------ | ------------------ |
| 1981/1982                        | 1. Bundesliga | 3e (/14)  | 14 | 6 | 6  | 532:492   | 34     | Walter Don 115/82            | Seizième de finale | non qualifié       | pas de compétition |
| 1982/1983                        | 1. Bundesliga | 6e (/13)  | 11 | 4 | 9  | 475:441   | 26     | Walter Don 115/77            | 1/4 de finale      | C3 : 1/2 finale    | pas de compétition |
| 1983/1984                        | 1. Bundesliga | 6e (/14)  | 12 | 4 | 10 | 538:537   | 28     | Walter Don 121/68            | Finale             | non qualifié       | pas de compétition |
| 1984/1985                        | 1. Bundesliga | 9e (/14)  | 8  | 6 | 12 | 559:562   | 22     | Vladimir Vukoje 155/56       | ?                  | C2 : 1/8 de finale | pas de compétition |
| 1985/1986                        | 1. Bundesliga | 14e (/14) | 2  | 2 | 22 | 501:654   | 6      | Jovica Elezović (en) 183/68  | ?                  | non qualifié       | pas de compétition |
| 2. Bundesliga entre 1986 et 2007 |               |           |    |   |    |           |        |                              |                    |                    |                    |
| 2007/2008                        | 1. Bundesliga | 11e (/18) | 11 | 3 | 20 | 941:1018  | 25     | Konrad Wilczynski 237/127    | Troisième tour     | non qualifié       | non qualifié       |
| 2008/2009                        | 1. Bundesliga | 10e (/18) | 13 | 4 | 17 | 1023:1039 | 30     | Michał Kubisztal 180/22      | Troisième tour     | non qualifié       | pas de compétition |
| 2009/2010                        | 1. Bundesliga | 9e (/18)  | 20 | 0 | 14 | 977:943   | 40     | Mark Bult 123/38             | Deuxième tour      | non qualifié       | pas de compétition |
| 2010/2011                        | 1. Bundesliga | 3e (/18)  | 26 | 3 | 5  | 967:860   | 55     | S-S. Christophersen 153/0    | 1/4 de finale      | non qualifié       | non qualifié       |
| 2011/2012                        | 1. Bundesliga | 3e (/18)  | 25 | 3 | 6  | 1016:877  | 53     | Ivan Ninčević 156/42         | 1/8 de finale      | C1 : Quatrième     | non qualifié       |
| 2012/2013                        | 1. Bundesliga | 4e (/18)  | 24 | 3 | 7  | 976:892   | 51     | Konstantine Igropoulo 156/42 | Troisième tour     | C1 : 1/8 de finale | non qualifié       |
| 2013/2014                        | 1. Bundesliga | 5e (/18)  | 22 | 2 | 10 | 953:882   | 46     | Konstantine Igropoulo 158    | Vainqueur          | C3 : Troisième     | non qualifié       |
| 2014/2015                        | 1. Bundesliga | 7e (19)   | 18 | 4 | 14 | 997:1004  | 40     | Petar Nenadić 169            | 1/2 finale         | C3 : Vainqueur     | non qualifié       |
| 2015/2016                        | 1. Bundesliga | 5e (17)   | 19 | 4 | 9  | 909:825   | 42     | Petar Nenadić 229            | ?                  | C3 : 3e tour       | Vainqueur          |
| 2016/2017                        | 1. Bundesliga | 4e (/18)  | 23 | 5 | 6  | 986:889   | 51     | Petar Nenadić 182            | 1/8 de finale      | C3 : Finaliste     | Vainqueur          |
| 2017/2018                        | 1. Bundesliga | 3e (/18)  | 25 | 3 | 6  | 968:875   | 53     | Hans Lindberg 169            | 1/4 de finale      | C3 : Vainqueur     | Finaliste          |
| 2018/2019                        | 1. Bundesliga | 6e (/18)  | 19 | 0 | 15 | 923:898   | 38     | Hans Lindberg 160            | 1/2 finale         | C3 : Finaliste     | Finaliste          |
| 2019/2020                        | 1. Bundesliga | 6e (/18)  | 17 | 1 | 9  | 775:735   | 35     | Hans Lindberg 202            | 1/4 de finale      | C3 : annulée       | non qualifié       |
| 2020/2021                        | 1. Bundesliga | 4e (/20)  | 25 | 2 | 11 | 1093:1003 | 52     | Hans Lindberg 197            | 1/8 de finale      | C3 : Finaliste     | non qualifié       |
| 2021/2022                        | 1. Bundesliga | 3e (/18)  | 24 | 5 | 5  | 1006:885  | 53     | Hans Lindberg 242            | 1/8 de finale      | C3 : 1/8 de finale | non qualifié       |
| 2022/2023                        | 1. Bundesliga | 3e (/18)  | 25 | 1 | 8  | 1103:990  | 57     | Hans Lindberg 156            | 2e tour            | C3 : Vainqueur     | non qualifié       |
| 2023/2024                        | 1. Bundesliga | 2e (/18)  | 26 | 4 | 4  | 1107:996  | 56     | Mathias Gidsel 263           | 4e place           | C3 : finaliste     | Finaliste (en)     |
| 2024/2025                        | 1. Bundesliga | 1er (/18) | 27 | 4 | 3  | 1197:984  | 58     | Mathias Gidsel 275           | 1/8 de finale      | C1 : Finaliste     | non qualifié       |

 * Légende : C1=Ligue des champions; C2=Coupe des vainqueurs de coupe; C3= Coupe de l'IHF/EHF/Ligue européenne ;  Meilleur buteur du championnat

## Personnalités liées au club

### Entraîneurs successifs
- Jörn-Uwe Lommel : de 2005 à 2009
- Dagur Sigurðsson : de 2009 à 2015
- Erlingur Richardsson : de 2015 à décembre 2016
- Velimir Petković : de décembre 2016 à février 2020
- Michael Roth : de février à mars 2020
- Jaron Siewert (de) : depuis août 2020

### Joueurs emblématiques
Parmi les joueurs emblématiques, on trouve :
- Lasse Andersson : depuis 2020
- Mark Bult : de 2007 à 2013
- Sven-Sören Christophersen : de 2010 à 2014
- Walter Don : de 1980 à 1984
- Paul Drux : de 2012 à octobre 2024
- Jovica Elezović : de 1985 à 1986
- Hany El Fakharany : de 2007 à 2009
- Jakov Gojun : de 2015 à 2021
- Mathias Gidsel : depuis 2022
- Silvio Heinevetter : de 2009 à 2020
- Konstantine Igropoulo : de 2012 à 2015
- Bartłomiej Jaszka : de 2007 à 2016
- Marko Kopljar : de 2017 à 2024
- Michał Kubisztal : de 2007 à 2011
- Torsten Laen : de 2009 à 2013
- Hans Lindberg : de 2016 à 2024
- Dejan Milosavljev : depuis 2019
- Petar Nenadić : de 2014 à 2017
- Ivan Ninčević : de 2010 à 2013
- Alexander Petersson : de 2010 à 2014
- Markus Richwien : de 2006 à 2014
- Iker Romero : de 2011 à 2015
- Zvonimir Serdarušić : de 1980 à 1984
- Denis Špoljarić : de 2010 à 2016
- Petr Štochl : de 2006 à 2018
- Jerry Tollbring : depuis 2023
- Fabian Wiede : depuis 2013
- Konrad Wilczynski : de 2005 à 2011
- Mattias Zachrisson : de 2013 à 2020

### Joueuses emblématiques
- Laura Steinbach : de 2013 à 2015

## Infrastructures

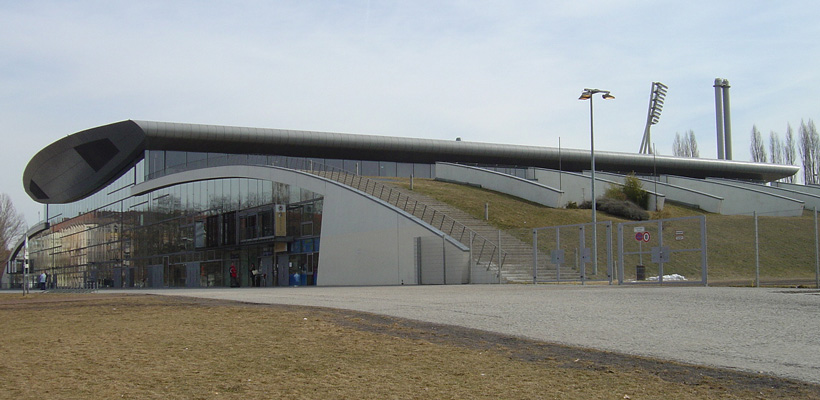
La Max Schmeling-Halle de Berlin

Depuis la saison 2005/2006, le club évolue dans la Max Schmeling-Halle de Berlin, dont la capacité s'élève à 8 500 places.
Pour les grands matchs tels que la réception du FC Barcelone durant la Ligue des champions 2011-2012, le Füchse Berlin reçoit parfois ces adversaires dans l'O2 World dont la capacité s'élève à plus de 15 000 places. Enfin, le club évolue aussi parfois dans le Velodrom de Berlin (5 000 places), comme lors du match face au HC Dinamo Minsk durant la Ligue des champions 2011-2012.

## Rivalité
Le club ne jouant les premières places en Allemagne que depuis peu de temps n'a pas de rivaux historiques. Actuellement, les matchs les plus tendus du Füchse Berlin sont ceux face aux autres clubs candidats aux titres, à savoir le THW Kiel, le SG Flensburg-Handewitt et les Rhein-Neckar Löwen.

## Équipementiers
| Période                             | Hommes | Femmes |
| ----------------------------------- | ------ | ------ |
| saison 2014/2015 – saison 2019/2020 | Hummel | Hummel |
| saison 2020/2021 – saison ?         | Puma   | Joma,  |